# Diecezja Bentiu
Diecezja Bentiu – rzymskokatolicka diecezja ze stolicą w Bentiu w Sudanie Południowym, wchodząca w skład metropolii Dżuba.

## Historia
- Diecezja Bentiu została erygowana 3 lipca 2024, została wydzielona z części terenu diecezji Malakal.

## Główne świątynie
- Katedra: Katedra św. Marcina de Porres w Bentiu

## Biskupi diecezjalni
- Christian Carlassare MCCJ (od 2024)